# Alloschizidium eeae
Alloschizidium eeae is een pissebed uit de familie Armadillidiidae. De wetenschappelijke naam van de soort is voor het eerst geldig gepubliceerd in 1973 door Argano & Utzeri.